# Marcel Contet
 (avril 2022).

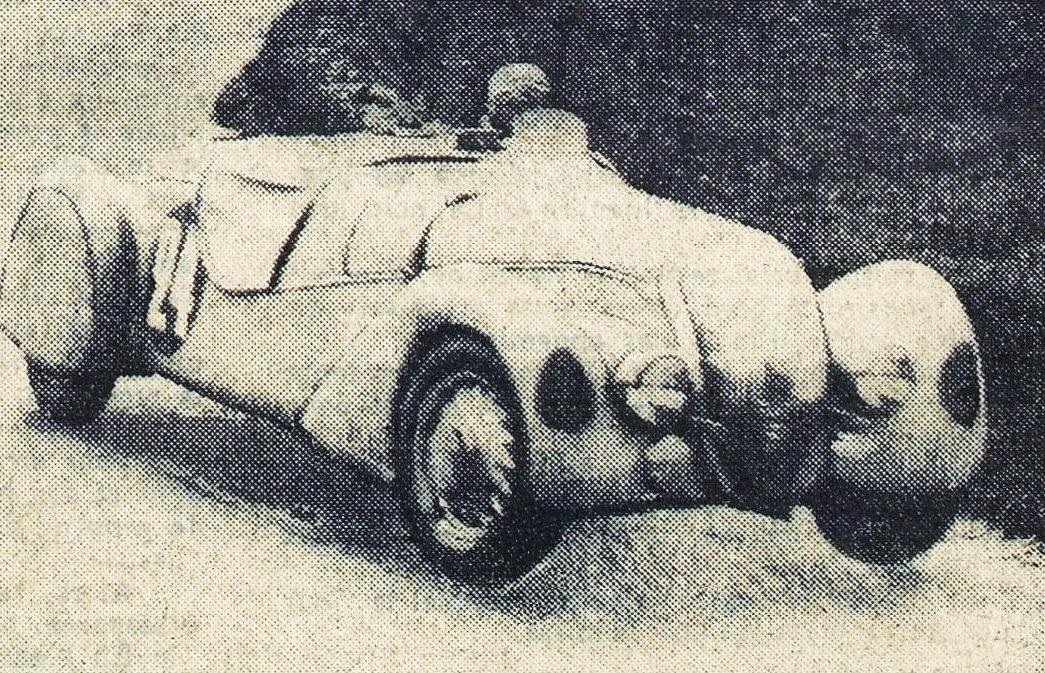
La Peugeot 402 DS Darl’mat 2L. de Contet et de Cortanze, 5e des 24 Heures du Mans 1938.

Marcel Contet, né le 13 août 1904 dans le 17e arrondissement de Paris et mort le 18 août 1987 à Boissise-le-Roi (Seine-et-Marne), est un pilote automobile français sur circuits, notamment en endurance (avec voitures de sport).

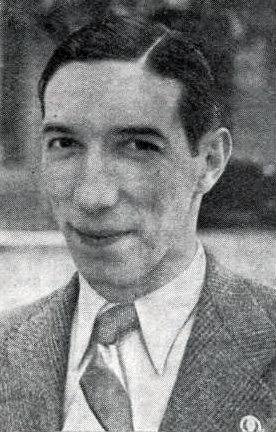
Marcel Contet en 1939.

## Biographie

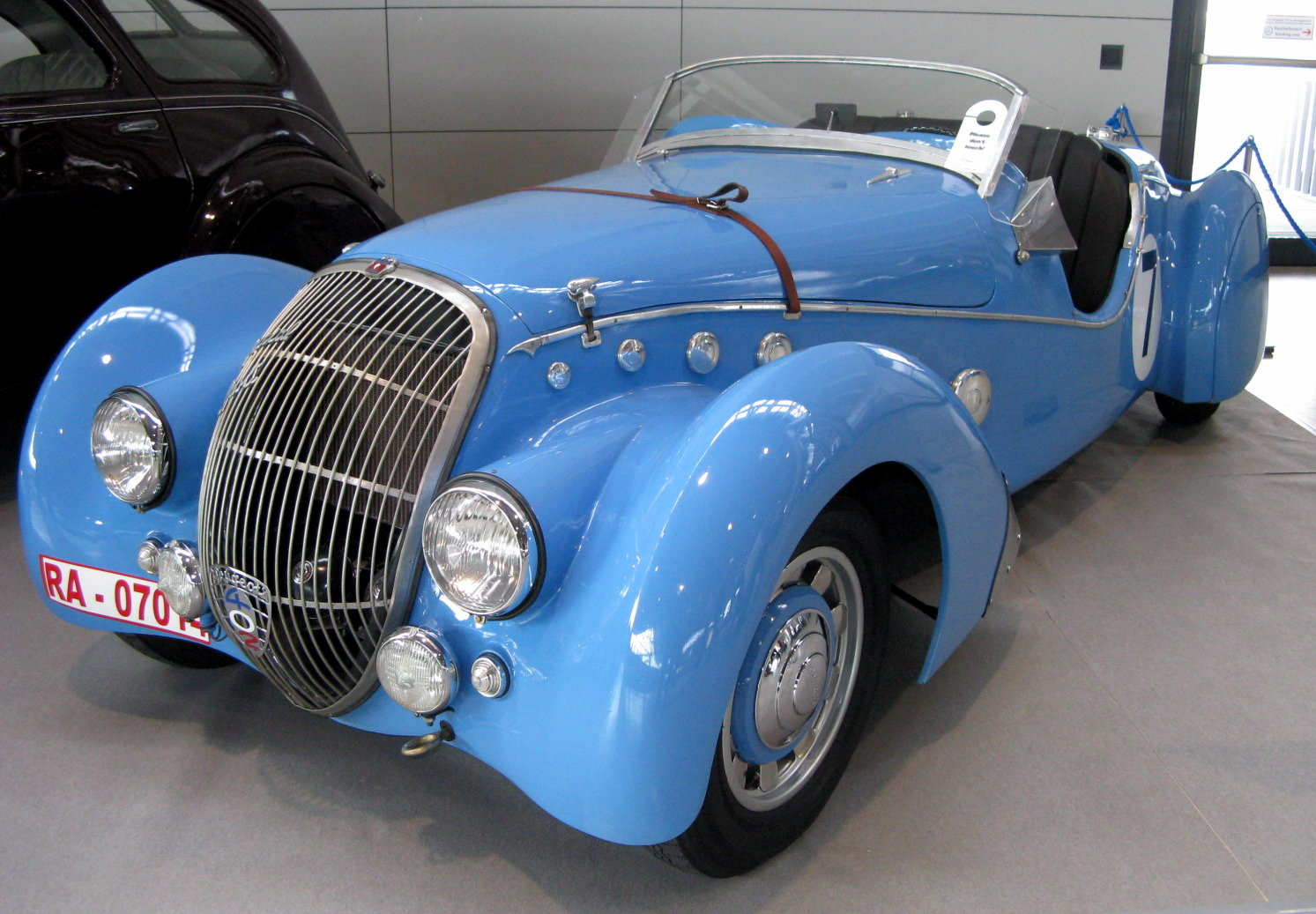
La Peugeot 402 DS Darl’mat Spécial-Roadster 2 L. I4 de face...

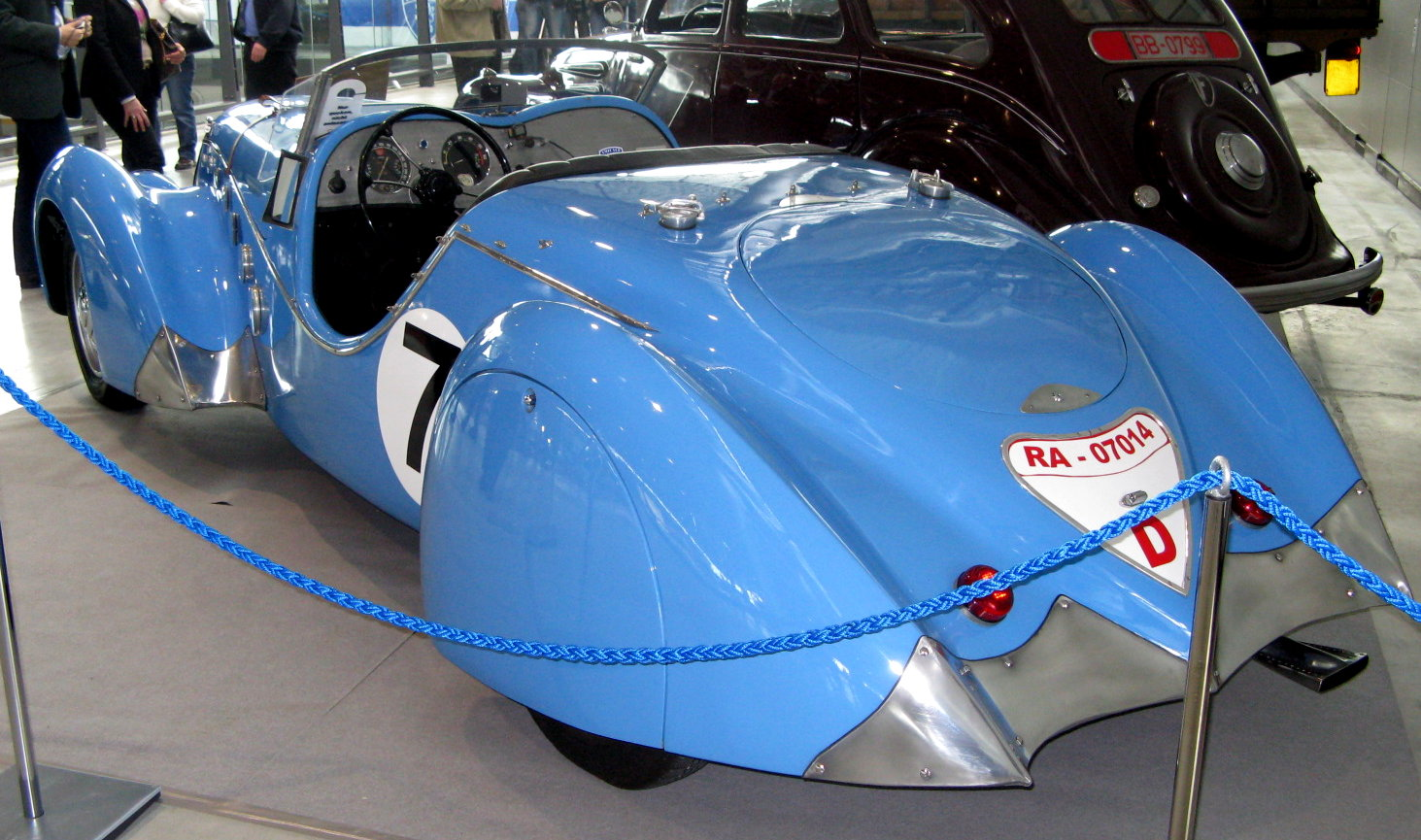
...et de dos.

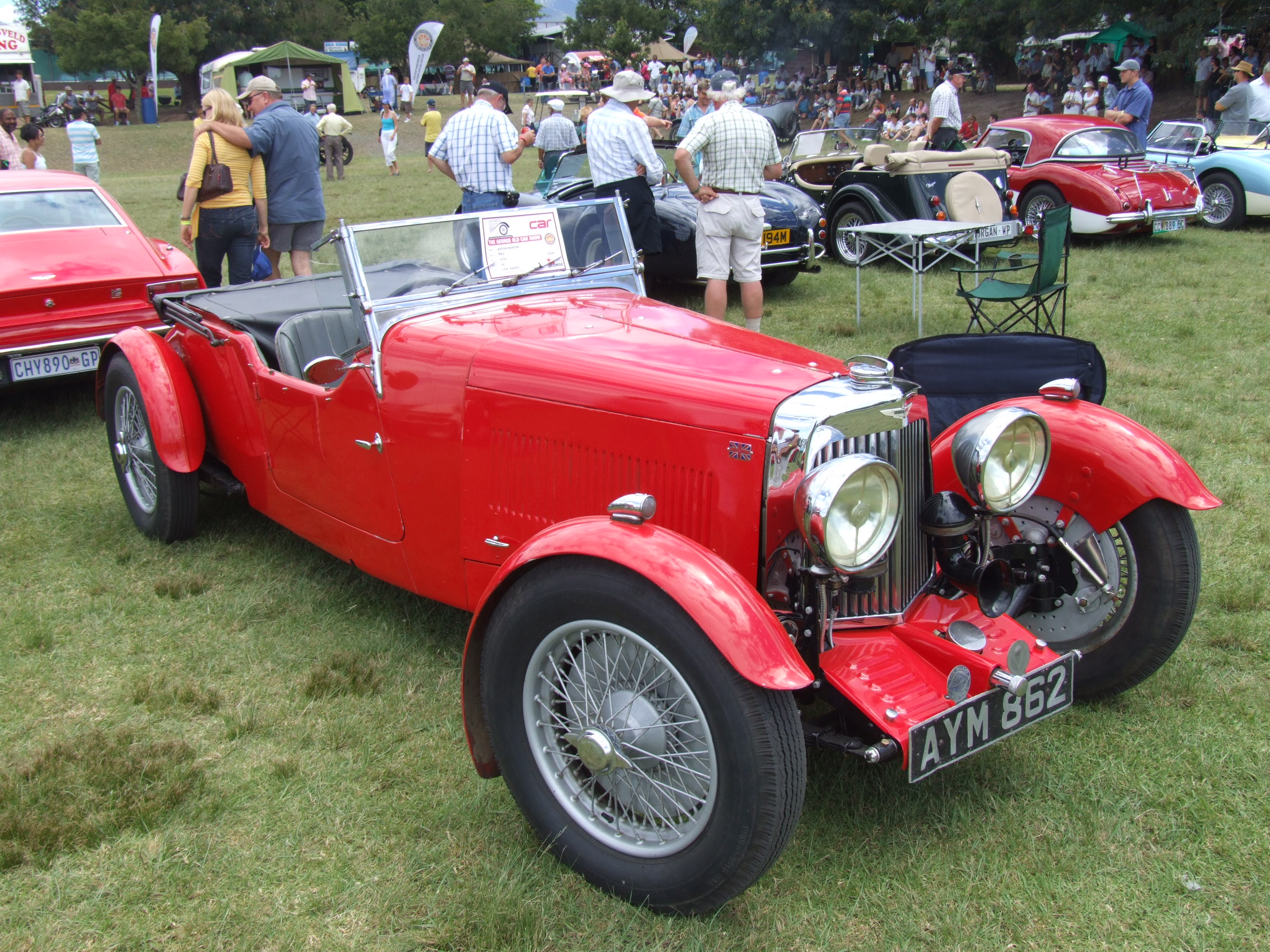
Une Aston Martin 1 ½L. de 1938.

Il fit carrière dans le sport automobile entre 1936 et 1939.
Il débuta sur Amilcar, puis évolua sur Riley (TT Sprite), Peugeot (302 puis 402), et enfin Aston Martin 1,5 L. et Delahaye 135CS.
Il participa à trois reprises consécutives aux 24 Heures du Mans juste avant-guerre, terminant 5e en 1938 et 7e en 1937 avec l'écurie du concessionnaire automobile parisien Émile Darl'Mat.

## Palmarès
Copilote:
- Rallye Monte-Carlo, en 1939 avec Joseph Paul (sur Delahaye 135M 3,6 L., départ d'Athènes);

Pilote:

- Vainqueur du Bol d'or automobile 1939 sur  Aston Martin 1 ½L., à l'Autodrome de Linas-Montlhéry;
- Vainqueur de catégorie 2 L. aux 24 Heures du Mans 1938, sur Peugeot 402 DS Darl’mat Spécial-Roadster 2 L. I4 avec Charles de Cortanze ;
  - 2e de catégorie 2 L. aux 24 Heures du Mans 1937, sur Peugeot 302 DS Darl’mat Spécial-Roadster 2 L. I4 avec Jean Pujol;
  - 2e de la Coupe de la Commission Sportive 1937 sur Riley TT Sprite 1,5 L., à Montlhéry;
  - 4e du Grand Prix de France du M.C.F. (Motocycles Club de France) 1936 sur Amilcar Pégase 2,5 L., à Montlhéry;
  - 4e du Circuit des remparts d'Angoulême 1939, sur Delahaye 135M;
  - 7e du Grand Prix du Comminges 1939, sur Delahaye 135M.

## Liens externes

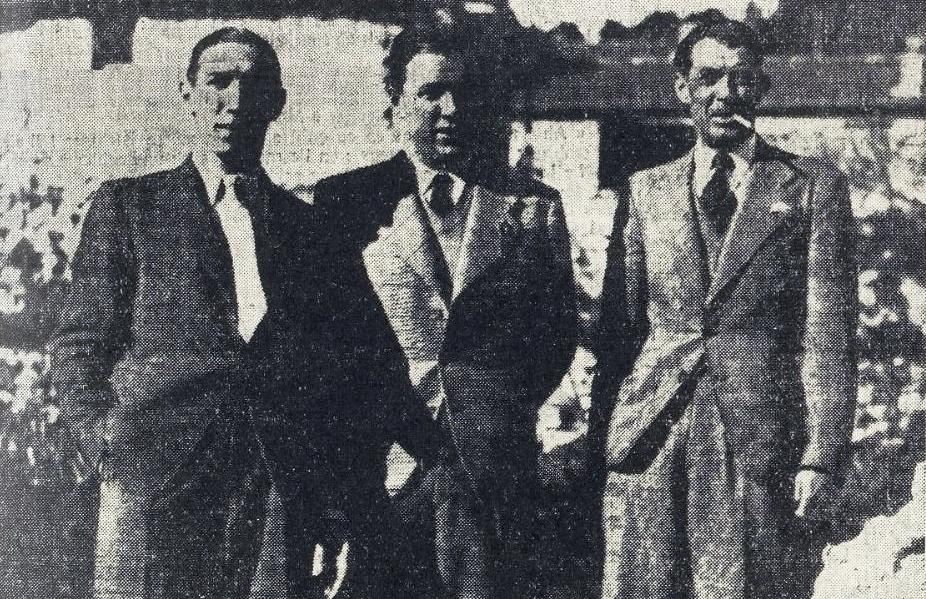
Rallye Monte Carlo 1939, de G. à D. Marcel Contet, Jean Trévoux et Joseph Paul, tous co-vainqueurs.